# Бруни, Джанмария
Джанмария «Джимми» Бруни (итал. Gianmaria Bruni, род. 30 мая 1981 года, Рим, Италия) — итальянский автогонщик, который был участником чемпионата мира по автогонкам в классе Формула-1 за команду Minardi. В данный момент выступает в чемпионате FIA GT.

## Биография
В возрасте десяти лет Бруни солгал насчёт своего возраста (двенадцать лет минимальный возраст для выступлений) директору картинговой трассы La Pista d’Oro в Риме, тем самым он начал выступления в картинге.
Его первым опытом в автогонках стала серия Итальянская Формула-Рено Кампус в 1997; он выиграл титул в 1998 и перешёл в Еврокубок Формулы-Рено 2.0. Он там выиграл титул в 1999 и отправился в Британскую Формулу-3, где был пятым в 2000 и четвёртым 2001. После участия в нескольких европейских сериях типа Евро Формулы-3000, его заметила итальянская команда Minardi, за которую он провёл тесты в 2003; это был наибольший прорыв в его карьере, однако, он смог найти спонсоров на выступление за Minardi в 2004.
Бруни фактически присоединился к Minardi в сезоне 2004 Формулы-1, хотя он сражался на болиде, который был заметно хуже чем у большей части пелетона. Он оказался одним из двух пилотов, кто провёл большую часть сезона и не заработал очков.
В 2005 Джанмария выступал в серии GP2 — чемпионата с открытыми колёса, гонки которого проходят в рамках поддержки Гран-при Формулы-1. Свою первую гонку в GP2 он выиграл в Барселоне 7 мая. Бруни покинул команду Coloni в сентябре и пропустил домашнюю гонку в Монца. Присоединившись к команде Durango, Бруни в первой же гонке стартовал с поула в бельгийском Спа.
Бруни продолжил участие в сезоне 2006 GP2 за новую команду Trident Racing. Он выиграл две основных гонки в Имоле и Хоккенхайме.
В 2007 он переключился на гонки спорткаров и присоединился к чемпионату FIA GT с командой Team AF Corse MOTOROLA на Ferrari 430 GT3. Он и его напарник Стефан Ортелли завершили сезон в ранге вице-чемпионов в классе GT2 с 3 победами.

## Результаты выступлений

### Формула-1
| Легенда к таблице |                                                                    |
| --- | ------------------------------------------------------------------ |
| В таблице перечислены результаты всех Гран-при Формулы-1, в которых принимал участие гонщик. Строками таблицы являются сезоны, столбцами — этапы чемпионата мира. В каждой клетке указаны сокращённое название этапа и результат, дополнительно обозначенный цветом. Расшифровка обозначений и цветов представлена в нижеследующей таблице. |                                                                    |
| \| Пример \| Описание \| \| ------------ \| ------------------------------------------------------------------ \| \| 1 \| Победитель \| \| 2 \| Второе место \| \| 3 \| Третье место \| \| 5 \| Финишировал, заработав очки \| \| Сход \| Не финишировал, но при этом заработал очки \| \| 12 \| Финишировал, не получив очков \| \| НКЛ \| Финишировал, но не попал в финальную классификацию \| \| 15 \| Участвовал вне зачёта, либо по отдельной классификации \| \| 18 \| Не финишировал, но попал в финальную классификацию \| \| Сход \| Не финишировал \| \| НКВ \| Не прошёл квалификацию \| \| НПКВ \| Не прошёл предквалификацию \| \| ДСК \| Дисквалифицирован \| \| ИСК \| Исключён из протокола соревнований \| \| ТТ \| Заявлен для участия только в тренировках \| \| НС \| Участвовал в квалификации, но не стартовал в гонке \| \| Т \| Травмирован или болен \| \| ОТК \| Отказ от участия \| \| НТР \| Прибыл на соревнования, но на трассу не выезжал \| \| НПР \| Был заявлен в числе участников, но не прибыл к началу соревнований \| \| О \| Соревнования отменены \| \| \| Не участвовал \| \| Поул-позиция \| \| \| Быстрый круг \| \| |                                                                    |
| Пример | Описание                                                           |
| 1 | Победитель                                                         |
| 2 | Второе место                                                       |
| 3 | Третье место                                                       |
| 5 | Финишировал, заработав очки                                        |
| Сход | Не финишировал, но при этом заработал очки                         |
| 12 | Финишировал, не получив очков                                      |
| НКЛ | Финишировал, но не попал в финальную классификацию                 |
| 15 | Участвовал вне зачёта, либо по отдельной классификации             |
| 18 | Не финишировал, но попал в финальную классификацию                 |
| Сход | Не финишировал                                                     |
| НКВ | Не прошёл квалификацию                                             |
| НПКВ | Не прошёл предквалификацию                                         |
| ДСК | Дисквалифицирован                                                  |
| ИСК | Исключён из протокола соревнований                                 |
| ТТ | Заявлен для участия только в тренировках                           |
| НС | Участвовал в квалификации, но не стартовал в гонке                 |
| Т | Травмирован или болен                                              |
| ОТК | Отказ от участия                                                   |
| НТР | Прибыл на соревнования, но на трассу не выезжал                    |
| НПР | Был заявлен в числе участников, но не прибыл к началу соревнований |
| О | Соревнования отменены                                              |
| | Не участвовал                                                      |
| Поул-позиция |                                                                    |
| Быстрый круг |                                                                    |

| Сезон | Команда                   | Шасси         | Двигатель    | Ш | 1        | 2      | 3      | 4        | 5        | 6        | 7      | 8        | 9        | 10     | 11     | 12       | 13       | 14       | 15       | 16       | 17     | 18     | Место | Очки |
| ----- | ------------------------- | ------------- | ------------ | - | -------- | ------ | ------ | -------- | -------- | -------- | ------ | -------- | -------- | ------ | ------ | -------- | -------- | -------- | -------- | -------- | ------ | ------ | ----- | ---- |
| 2003  | European Minardi Cosworth | Minardi PS03  | Cosworth V10 | B | АВС      | МАЛ    | БРА    | САН      | ИСП      | АВТ      | МОН    | КАН      | ЕВР      | ФРА    | ВЕЛ    | ГЕР тест | ВЕН тест | ИТА тест | США тест | ЯПО тест |        |        | —     | 0    |
| 2004  | Wilux Minardi Cosworth    | Minardi PS04B | Cosworth V10 | B | АВС Сход | МАЛ 14 | БАХ 17 | САН Сход | ИСП Сход | МОН Сход | ЕВР 14 | КАН Сход | США Сход | ФРА 18 | ВЕЛ 16 | ГЕР 17   | ВЕН 14   | БЕЛ Сход | ИТА Сход | КИТ Сход | ЯПО 16 | БРА 17 | 25    | 0    |

### Серия GP2
| Год  | Команда           | 1       | 2       | 3     | 4          | 5          | 6        | 7          | 8        | 9          | 10         | 11       | 12         | 13         | 14       | 15      | 16         | 17      | 18         | 19       | 20         | 21       | 22         | 23       | ЛЗ | Очки |
| ---- | ----------------- | ------- | ------- | ----- | ---------- | ---------- | -------- | ---------- | -------- | ---------- | ---------- | -------- | ---------- | ---------- | -------- | ------- | ---------- | ------- | ---------- | -------- | ---------- | -------- | ---------- | -------- | -- | ---- |
| 2005 | Coloni Motorsport | САН 1 4 | САН 2 4 | ИСП 1 | ИСП 2 Сход | МОН 1 2    | ЕВР 1 8  | ЕВР 2 Сход | ФРА 1 18 | ФРА 2 11   | ВЕЛ 1 7    | ВЕЛ 2 11 | ГЕР 1 НКЛ  | ГЕР 2 14   | ВЕН 1 10 | ВЕН 2 8 | ТУЦ 1 Сход | ТУЦ 2 9 | ИТА 1      | ИТА 2    |            |          |            |          | 10 | 35   |
| 2005 | Durango           |         |         |       |            |            |          |            |          |            |            |          |            |            |          |         |            |         |            |          | БЕЛ 1 Сход | БЕЛ 2 16 | БАХ 1 Сход | БАХ 2 14 | 10 | 35   |
| 2006 | Trident Racing    | ВАЛ 1 6 | ВАЛ 2 5 | САН 1 | САН 2 Сход | ЕВР 1 Сход | ЕВР 2 16 | ИСП 1 Сход | ИСП 2 17 | МОН 1 Сход | ВЕЛ 1 Сход | ВЕЛ 2 15 | ФРА 1 Сход | ФРА 2 Сход | ГЕР 1    | ГЕР 2 6 | ВЕН 1 Сход | ВЕН 2 8 | ТУЦ 1 Сход | ТУЦ 2 15 | ИТА 1 Сход | ИТА 2 9  |            |          | 7  | 33   |